# Règle du 50+1
La règle du 50+1 est une clause du règlement de la Ligue allemande de football (en). La clause stipule que, afin d'obtenir une licence pour participer à la Bundesliga, un club doit être entièrement ou majoritairement propriétaire de son équipe de football.
En cas de participation majoritaire, l'équipe de football est gérée comme une société, dont 50 % des voix plus une voix doivent appartenir au club parent, tandis que le reste des voix appartient aux investisseurs. La règle est conçue pour garantir que les membres du club conservent le contrôle global, limitant ainsi sur les clubs l'influence des investisseurs externes.

## Histoire
Avant 1998, les clubs de football en Allemagne appartenaient exclusivement aux associations membres. Cela signifie que les clubs étaient gérés comme des organisations sans but lucratif et que la propriété privée n'était en aucun cas autorisée. Cela a changé à la suite d'une décision de la Fédération allemande de football en octobre 1998, et permis aux clubs de transformer leurs équipes de football en sociétés anonymes publiques ou privées. Cependant, la « règle du 50+1 » exige que le club parent détienne au moins 50 % plus une action supplémentaire de la société de football, garantissant que les membres du club détiennent toujours la majorité des droits de vote,.

### Exceptions
Dans les cas où une personne ou une entreprise a substantiellement financé un club pendant une période continue de 20 ans, il est possible pour cette personne ou cette entreprise de détenir une participation majoritaire dans le club. Cette exception s'applique notamment au Bayer 04 Leverkusen (détenu par la société pharmaceutique Bayer) et le VfL Wolfsburg (détenu par le constructeur automobile Volkswagen), car ils appartiennent à leurs sociétés mères depuis leur création avant la Bundesliga. Le TSG 1899 Hoffenheim détenu à 96% par Dietmar Hopp qui est membre du club depuis plus de vingt ans.

## Critiques
La règle a été critiquée à plusieurs reprises. L'un des opposants les plus virulents à la règle est le président du Hanovre 96, Martin Kind, qui a fait valoir que la règle pourrait enfreindre le droit européen de la concurrence. En 2009, Hanovre a présenté une motion visant à modifier la règle du 50+1, mais celle-ci a été rejetée à une écrasante majorité, 32 clubs sur 36 ayant voté contre la proposition,.
L'efficacité de la règle a également été remise en question à la suite de la montée en puissance du RB Leipzig. Bien qu'il soit théoriquement possible de devenir membre votant de l'association, le RB Leipzig se réserve le droit de rejeter toute demande d'adhésion sans invoquer de motif. En conséquence, RB Leipzig ne compte qu'une poignée de membres, dont la plupart sont des membres de Red Bull. Les critiques ont également noté que la cotisation annuelle est relativement chère par rapport à d'autres clubs.
Cette règle est de nouveau conservée lors d'un vote en mars 2018.

## Autres pays
En Suède, la «règle des 51%» stipule que seuls les clubs à but non lucratif peuvent jouer dans les ligues suédoise, et si le club possède une entreprise gérant des activités économiques, le club doit détenir au moins 51% de cette société. Cette règle est décidée par la Confédération suédoise des sports et est valable pour tous les sports,.
En France, des acteurs du football plaident pour qu'une règle similaire soit adoptée,[Depuis quand ?].